# Englische Literatur

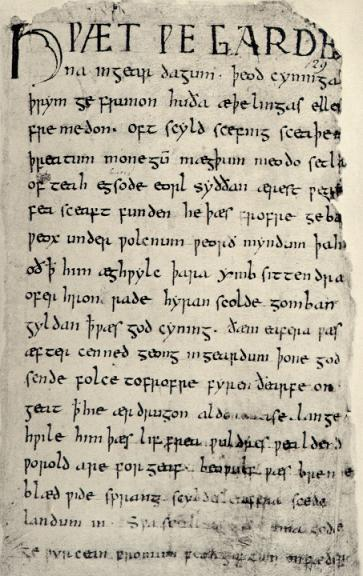
Erste Seite aus Beowulf

Als englische Literatur bezeichnet man im Allgemeinen nicht nur die Literatur Englands, sondern die gesamte literarische Produktion Großbritanniens (historisch einschließlich Irlands) in englischer Sprache; die Bezeichnung „britische Literatur“ ist recht ungebräuchlich.
Mit den englischsprachigen Literaturen anderer Länder, etwa einstiger britischer Kolonien wie Australien oder Kanada, ergeben sich vielfach Überschneidungen, doch wird insbesondere die amerikanische Literatur seit dem 19. Jahrhundert als von der englischen verschiedene Nationalliteratur begriffen. Die englische Literatur ist Forschungsgegenstand der Anglistik.

## Altenglische Literatur (Old English Literature) (500–1150)
- Lyrik: The Dream of the Rood
- Dramatik: –
- Epik: Beowulf

Bis etwa 1150 reicht die Phase der altenglischen Literatur (wobei sich ein Traditionsstrang sogar bis 1250 fortsetzt).
The Dream of the Rood, ein kurzes religiöses Gedicht, ist etwa um das Jahr 700 entstanden und schildert die Kreuzigung aus der Sicht des Kreuzes Christi, das einem nächtlichen Besucher als überwältigendes Symbol erscheint.
Beowulf, das älteste Epos der englischen Literatur, ist vor dem 10. Jahrhundert geschrieben. Das Werk beschreibt in Stabreimen die Abenteuer eines großen skandinavischen Kriegers aus dem 6. Jahrhundert.

## Mittelenglische Literatur (Middle English Literature) (1150–1500)
- Lyrik:

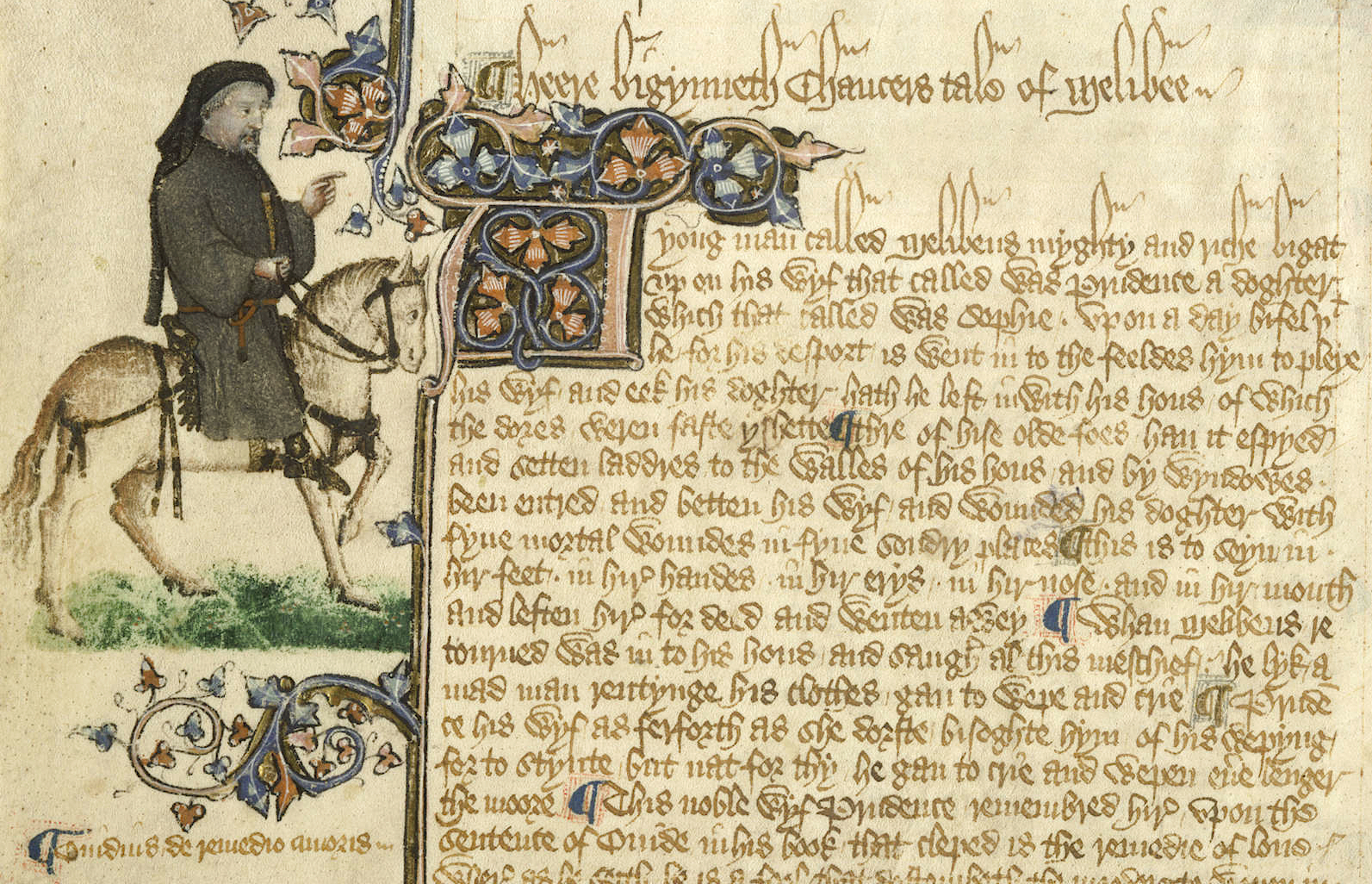
Geoffrey Chaucer: Canterbury Tales

- Dramatik: Mystery Plays, Morality Plays (Everyman)
- Epik: Brut. Geoffrey Chaucer (Canterbury Tales), Thomas Malory

Die normannische Eroberung von 1066 brachte eine Französisch sprechende Oberschicht ins Land, und aus der Verschmelzung von angelsächsischer Volkssprache und französischer Hof- und Adelssprache ging das Mittelenglische hervor. Einer der wichtigsten Unterschiede: Die Flexionsendungen fallen weg, und das ändert in den meisten Fällen die Silbenzahl der Wörter: Aus dem zweisilbigen knightes wird das einsilbige knights, eine für den Vers sehr folgenreiche Entwicklung.
Die Klassiker der Mittelenglischen Phase sind auch heute noch Kernstück eines Anglistik-Studiums, insbesondere die Canterbury Tales, die Chaucer zwischen 1387 und 1400 verfasst hat. In der Rahmenhandlung reisen etwa 30 Pilger von einem Londoner Vorort nach Canterbury, um ans Grab von Erzbischof Thomas Becket zu pilgern.
Brut ist eine Chronik und schildert die britische Geschichte von ihrer mythischen Gründung durch Brutus bis ins 15. Jahrhundert. Sie ist in fast 200 mittelenglischen Manuskripten überliefert, wozu noch Dutzende von anglo-normannischen und lateinischen Versionen hinzukommen.
In dieser Phase gab es noch keine Dramen im späteren Shakespeareschen Sinne, sondern lediglich die einheimischen Formen von Mystery Play (Dramatisierung biblischer Episoden), Morality Play (allegorische Darstellung des Kampfes von Tugenden und Sünden um die Seele des Menschen) und Interlude (höfische Weiterentwicklung des Morality Play mit humanistischem und politischem Inhalt). Hinzu kamen folkloristische Festtraditionen (Maskenzüge, Karneval etc.).

## Renaissance (1500–1649)
- Lyrik: Thomas Wyatt, Philip Sidney, Edmund Spenser, John Donne (vgl. metaphysische Dichtung)
- Dramatik: Ben Jonson, Christopher Marlowe, William Shakespeare, John Lyly, Thomas Kyd
- Erzählliteratur: Thomas Morus, Philip Sidney, Walter Raleigh („School of Night“)

Die wichtigste politische Veränderung dieser Zeit spiegelt sich in der englischen Renaissance-Literatur wider: Gegen den hohen Adel und die Kirche gelang es den Tudor-Königen Heinrich VII. (1485–1509) und Heinrich VIII. (1509–1547), eine weitgehende Zentralisierung der Macht am Hofe durchzusetzen. Heinrich VIII. machte sich zum Oberhaupt der neuen anglikanischen Kirche.

Von 1558 bis 1603 regierte Elisabeth I. England; unter ihrer Herrschaft prosperierte England, was sich unter anderem auch in der reichen Literatur des Elisabethanischen Zeitalters ausdrückte, deren wichtigster Vertreter William Shakespeare war. 

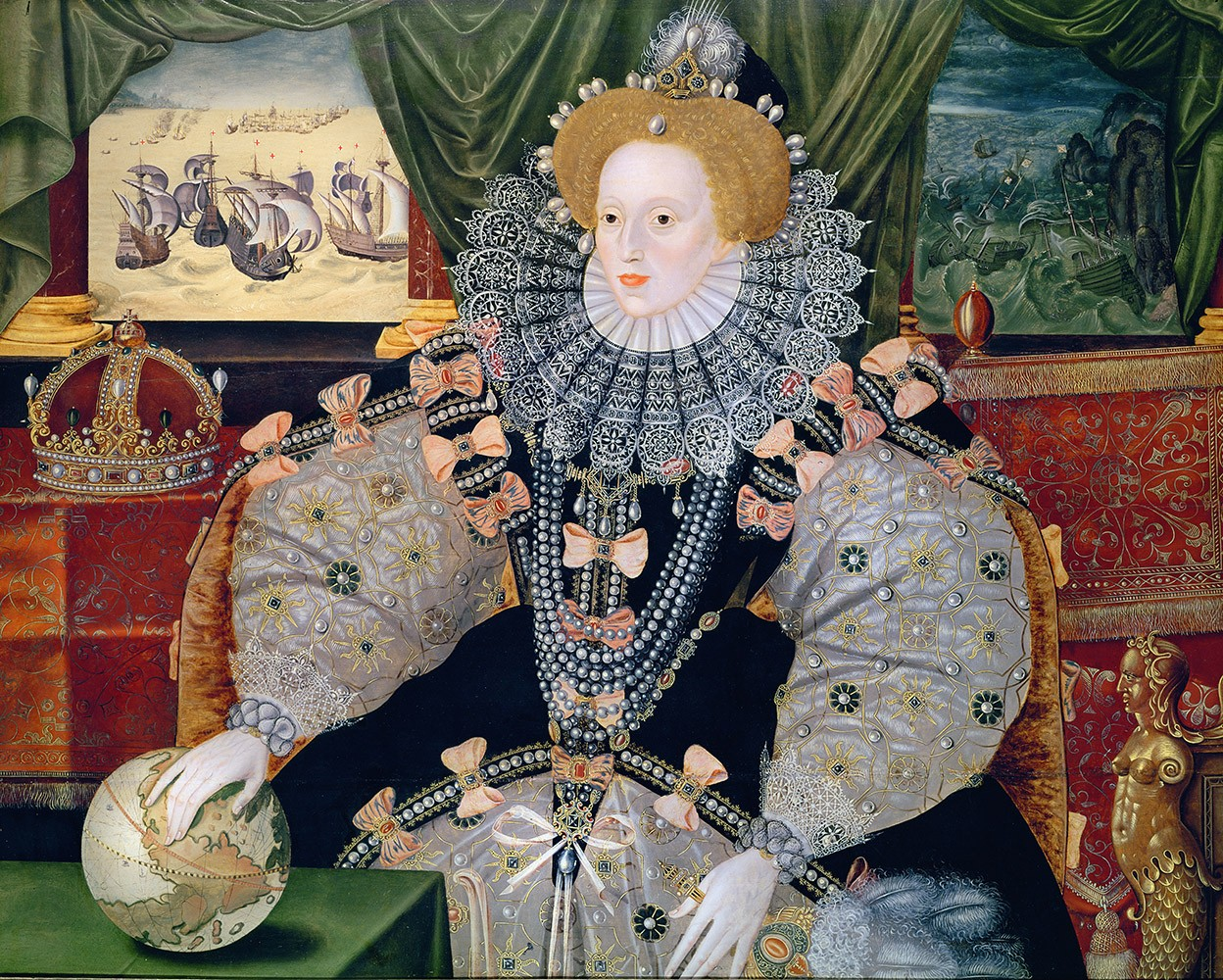
Elisabeth I. von England

 Sie führte den Kampf Heinrichs VIII., ihres Vaters, gegen den Katholizismus fort; zugleich förderte sie Musik, bildende Kunst und Literatur. Während ihrer Regierungszeit erlebte England eine gewaltige kulturelle Blüte. Auf Elisabeth I. folgte Jakob I. (England) (Regierungszeit: 1603–1625), der Sohn von Maria Stuart. Zusammenfassend spricht man von der elisabethanisch-jakobäischen Literatur. Auf Jakob I. folgte sein Sohn Charles I. (Regierungszeit: 1625–1649). Seine Regierungszeit wird als Caroline Period bezeichnet (vgl. Caroline Poetry). Einige englische Dichter, die ihre Hauptschaffenszeit in der Regierungszeit von Charles I. hatten, bezeichnet man auch als cavalier poets.
Zum Ende des Mittelalters (gegen 1500) traten in der Literatur die europäischen Volkssprachen aus ihrer untergeordneten Stellung gegenüber dem Latein heraus. Auch die neuere englische Literatur ist daher naturgemäß viel reicher und vielfältiger als die der früheren Phasen des Alt- und Mittelenglischen.
In den frühen Phasen der europäischen Literatur hatte noch der Vers in allen drei literarischen Gattungen dominiert – in der Lyrik, im Drama und in der Erzählliteratur. Solange Geschichten nicht in Büchern gelesen, sondern mündlich überliefert wurden, diente der Vers als Gedächtnisstütze.
Mit dieser Tradition wurde erstmals mit der Erfindung des Buchdrucks gebrochen. William Caxton erlernte nach einem Aufenthalt in Brügge in Köln von 1471 bis 1472 die Buchdruckkunst und druckte 1474 das von ihm aus dem Französischen übersetzte Recuyell of the historyes of Troye des Raoul Le Fevre sowie The game and playe of the chesse, eine Übersetzung des Werkes von Jacobus de Cessolis, als erste englischsprachige Bücher. 1480 druckte er die Brut-Chronik (siehe oben).
Erzählungen wurden fortan in ganz Europa in Prosa verfasst. In der Lyrik dominierte weiterhin der Vers, ebenso im Drama (vgl. z. B. die Werke William Shakespeares). Erst im 20. Jahrhundert wurde dann auch das Drama gänzlich prosaisch.
In der Erzählliteratur begründete John Lyly mit einem äußerst manierierten Stil den Euphuismus, der z. B. von Robert Greene (1558–1592) imitiert wurde.
Zur gleichen Zeit verfasste der Hofmann Philip Sidney seine Werke. In Italien wurde er von Sonetten im Stil Francesco Petrarcas beeindruckt und veröffentlichte 1591 eine eigene Sonettfolge, die eine wahre Sonett-Manie auslöste.
Sidneys Freund Edmund Spenser verfasste das größte epische Gedicht des Zeitalters: Faerie Queen, mit dem Elisabeth I. gemeint ist.
Zur Interpretation elisabethanischer Literatur ist das elisabethanische Weltbild von grundlegender Bedeutung.

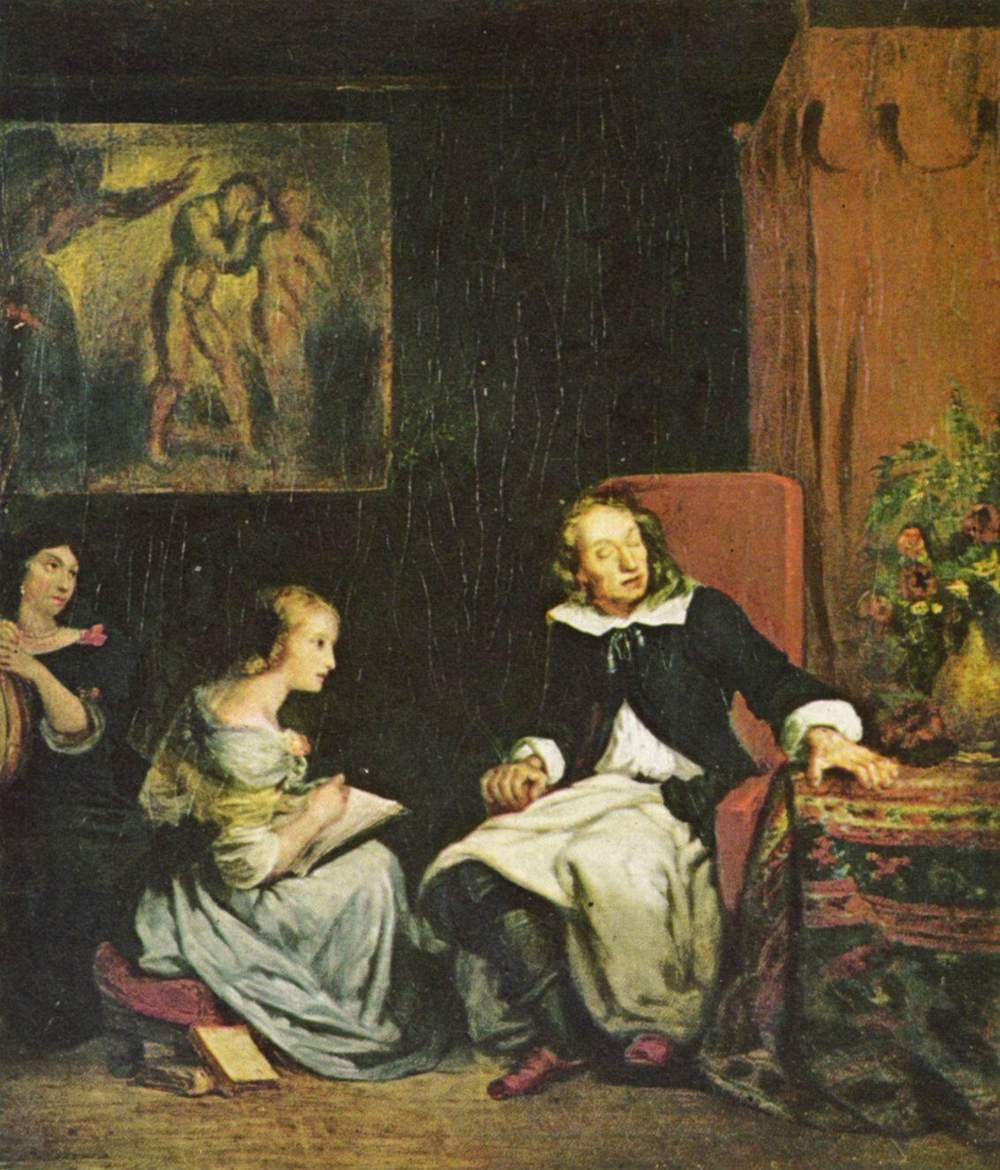
Gemälde Eugène Ferdinand Victor Delacroix: Milton diktiert seinen Töchtern Paradise Lost

## Republikanische Zeit (Commonwealth and Protectorate) (1649–1660)
- Lyrik: Andrew Marvell (vgl. metaphysische Dichtung)
- Drama: –
- Erzählliteratur: John Milton

Diese kurze Phase der englischen Literatur ist geprägt durch die Zeit Oliver Cromwells. In der Zeit Cromwells waren öffentliche Theateraufführungen verboten. Daher entstanden in dieser Zeit keine nennenswerten dramatischen Werke.
John Milton befürwortete die Politik Cromwells und setzte sich öffentlich für die Enthauptung Karls I. ein. Am bekanntesten ist sein episches Gedicht Paradise Lost geworden.

## Restauration (Restoration) (1660–1700)
- Lyrik: Samuel Butler, John Dryden, John Wilmot, 2. Earl of Rochester
- Drama (Restaurationskomödie): William Congreve, John Dryden, William Wycherley
- Erzählliteratur: Aphra Behn, John Bunyan

1660 kam es mit Karl II. (Regierungszeit: 1660–1685) zu einer Restauration der Stuarts, bei der die Puritaner wieder für lange Zeit aus dem politischen Leben der Nation ausgeschlossen wurden. Theateraufführungen, unter Cromwell verboten (siehe oben), wurden nach der Wiederherstellung der Monarchie unter Karl II, von dem Regenten höchstpersönlich wieder erlaubt. Es entstand der sehr freizügige Typus der Restaurationskomödie, deren Beliebtheit erst um 1700 massiv abnahm. Zugleich wurde während dieser Zeit erstmals eine Frau professionelle Bühnenautorin: Aphra Behn.

## Klassizismus und Aufklärung (Neoclassicism and (Age of) Enlightenment) (1700–1780)

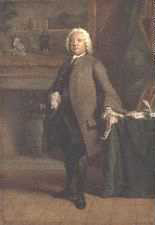
Samuel Richardson

- Lyrik: Thomas Gray, Samuel Johnson, Alexander Pope, Montagu
- Dramatik: Susanna Centlivre, John Gay, Oliver Goldsmith, Eliza Haywood, Richard B. Sheridan
- Epik: Daniel Defoe, Henry Fielding, Samuel Richardson, Laurence Sterne, Jonathan Swift

Auch bezeichnet als Augustan Age, da – anders als im deutschen Klassizismus, der besonders die griechische Antike verehrt – viele Autoren die römischen Autoren Vergil und Horaz aus der Zeit des Kaisers Augustus imitierten.
Das Zeitalter der Aufklärung war geprägt von Turbulenzen, in denen sich die Regierungsmaschine und die Wirtschaftsmentalität der neuzeitlich-bürgerlichen Demokratie herausbilden (Vorabend der französischen Revolution). Die englischen Institutionen wurden zu dieser Zeit zum Vorbild für die Propagandisten der französischen Aufklärung.
In diese Zeit fiel die Regentschaft der letzten Stuart-Königin Anne (1702–1714) sowie der Könige aus dem Haus Hannover Georg I. (1714–1727), Georg II. (1727–1760) und Georg III. (1760–1820).
Die ersten Georges waren stärker an ihrem Kurfürstentum Hannover interessiert als an englischer Politik; George I. sprach nicht einmal Englisch und musste sich mit seinem ersten Minister auf Latein verständigen. So bildete sich zur Wahrung der Regierungsfähigkeit das Amt des Premierministers heraus.
Der erste große Premierminister war Robert Walpole, der seine Regierung durch ein System von Korruption und Bestechung sicherte. Das System der Robinocracy (abgeleitet von Walpoles Vornamen) hat für die Literatur eine äußerst wichtige Rolle gespielt: Fast alle wichtigen Schriftsteller der Zeit polemisierten dagegen und waren in Parteienkämpfe verwickelt. Streitpunkte waren die Presse- und Redefreiheit und die Veröffentlichung der Parlamentsreden.
Für die Literatur ist entscheidend, dass zum Beginn des 18. Jahrhunderts eine bürgerliche Öffentlichkeit entstand. Hatten die Schriftsteller bisher für einen höfischen Geschmack und für den Ruhm adliger Mäzene geschrieben, schrieben sie nun zunehmend für einen bürgerlichen Geschmack und auch für einen Markt. Dementsprechend entsteht in dieser Zeit auch die bürgerliche Kunstgattung des Romans.

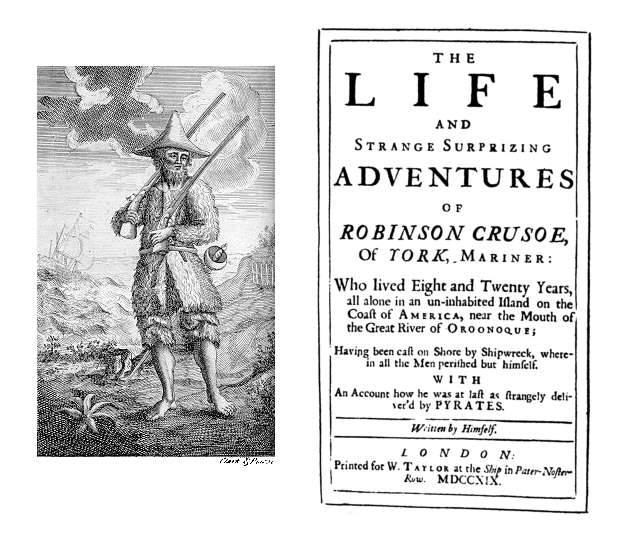
Daniel Defoes Robinson Crusoe

In dieser Zeit wurde 1719 in England mit Robinson Crusoe der erste realistische Roman der Weltliteratur veröffentlicht. In diesem Entwicklungsroman prägte Daniel Defoe den realistischen Stil der detaillierten Schilderung. Die vertrauten Routinehandlungen des täglichen Lebens wirken plötzlich nicht mehr selbstverständlich; es beginnt die Zeit des Realismus und des Romans.
Ebenfalls ein Reiseroman, jedoch in Wirklichkeit eine verkappte politische Satire ist Gulliver’s Travels von Jonathan Swift (1726). Es führt den Wechsel von der pessimistischen Anthropologie des 17. Jahrhunderts zum Optimismus des 18. Jahrhunderts vor.
Samuel Richardson begründete mit den seinerzeit enorm einflussreichen Werken Pamela (1740) und Clarissa (1748) das Genre des Briefromans. Die neuartige Erzählform ermöglichte eine unmittelbarere Darstellung von Gefühlen und Erlebnissen. In beiden Büchern hat sich ein aus dem Bürgertum stammendes, tugendhaftes Mädchen den unzüchtigen Nachstellungen eines sittenlosen Adligen zu erwehren. Clarissa wird als das Grundmodell des Verführungsromans angesehen. Hinter der Geschichte steckt eine Kritik des erstarkenden englischen Bürgertums am Adel und seinen lockeren „französischen“ Sitten. Richardson führt den neuen Mythos der Liebesehe als Gegensatz zur arrangierten Ehe ein; mit seinen Romanen beginnt das Zeitalter der Empfindsamkeit. Richardsons Figurenkonfiguration (geifernder Adeliger vs. asexuelles, tugendhaftes junges Mädchen) beherrscht die kommenden 150 Jahre die Literatur: In abgewandelter Form findet sich dieses Motiv auch in der Romantik bei Jane Austens Pride and Prejudice und in der Viktorianischen Phase bei Charlotte Brontes Jane Eyre.
Durch ihre emotionale Ladung verführte diese neue Form von Literatur zum Miterleben; die Geistlichkeit war dennoch sehr einverstanden mit ihr, da die Literatur nunmehr die Tugend verherrlichte.
Auch das Romanschreiben selbst wurde zum literarischen Gegenstand; prominentestes Beispiel ist Laurence Sternes humoristischer Roman Tristram Shandy.
Siehe auch: Will’s Coffee-house und Button’s Coffee-house

## Romantik (Romanticism) (1780–1837)

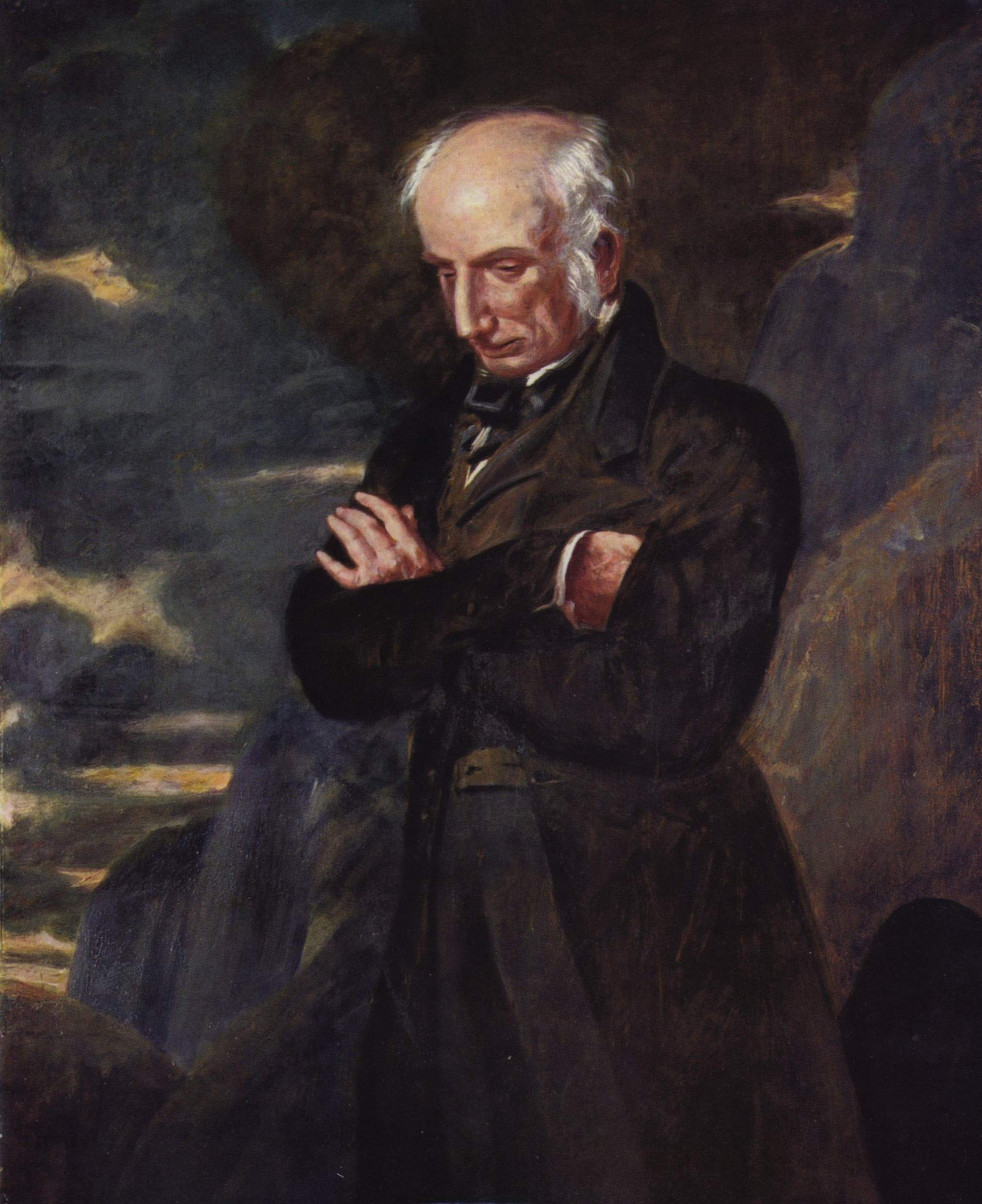
William Wordsworth, porträtiert von Benjamin Robert Haydon

Die Romantik in Großbritannien ist – anders als auf dem Kontinent – weniger eine organisierte Bewegung als eine sehr diffuse, unorganisierte Strömung der Literatur. Ähnlich wie beispielsweise in Deutschland oder Frankreich drückt sie sich durch ein gesteigertes Interesse an der Natur aus, insbesondere in ihren wilderen, unberührteren Erscheinungen. Einer negativen Sicht auf Zivilisation, Fortschritt und reine Vernunft werden ein verherrlichtes Bild des Naturmenschen (noble savage), ein mystifiziertes und glorifiziertes Geschichtsbild, die Betonung natürlichen Genies und subjektiver Gefühle, die frei und individuell ausgelebter Spontanität und die Kraft der Imagination gegenübergestellt; die Sphäre der reinen Rationalität wird zugunsten des Unterbewussten und Übernatürlichen kritisiert.
Oft wird auch die unverdorbene Kindlichkeit in positiver Weise dem negativ empfundenen Eingeengtsein des Erwachsenendaseins entgegengestellt (so zum Beispiel bei William Blake: The Schoolboy). Die organisierte kirchliche Ausübung der Religion weicht oft einem diffusen Pantheismus, der sich in der romantischen Dichtung vielfach durch Personifikationen der Natur und natürlicher Kräfte wiederfindet. Der Dichter trägt seine persönlichen Gefühle in die Natur, wo er Trost sucht, in Abgeschiedenheit introspektiven Reflexionen nachgeht und seine subjektiven Empfindungen in der Natur selbst widergespiegelt sieht.
Von besonderer Bedeutung für den Romanticism ist die Idee des Erhabenen (the sublime)
Wichtige Vertreter der englischen Romantik:

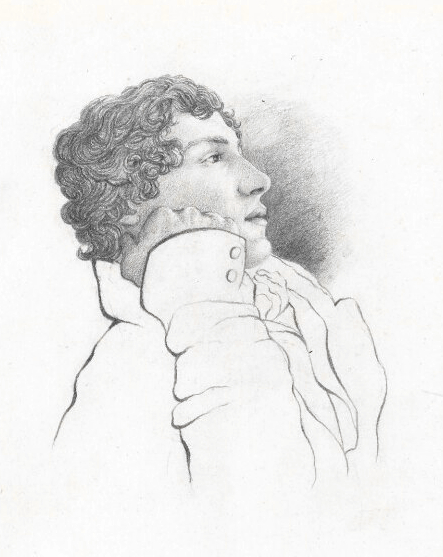
John Keats

- Lyrik: William Blake, William Wordsworth, Samuel Taylor Coleridge, Lord Byron, Percy B. Shelley, John Keats
- Dramatik: –
- Epik: Sentimental Novel. Gothic Novel, Walter Scott, Mary Shelley, Jane Austen, Maria Edgeworth

Die Literatur der Romantik ist vor dem Hintergrund der epochalen Umwälzungen in Europa zu sehen 1789: Französische Revolution. Es ist die Zeit der Revolutionen, der Königsmorde und des Protests gegen den Schöpfer.
Das letztgenannte Motiv spiegelt sich in einem Klassiker wider, der noch heute häufig verfilmt wird: Frankenstein (1818). Die Frau von Percy Shelley, Mary Shelley, verfasste ihn im Alter von 19 Jahren. In Frankenstein erschafft der Ingolstädter Professor Frankenstein ein Monster; fälschlich glauben heute viele, das Monster heiße „Frankenstein“ und nicht der Professor.
Als Alternative zur durchgängig subjektiven Perspektive des Briefromans (s. o.) hat Jane Austen in den Romanen Emma und Pride and Prejudice die auktoriale Erzählperspektive entwickelt: Mal erleben wir die Geschichte aus der Perspektive einer wichtigen Figur, mal aus einer Außensicht auf diese Figur. Seither konnte der Roman psychologische Innenschau und gesellschaftliches Panorama verklammern. Er zeigte auf einmal, wie sich Individuum und Gesellschaft gegenseitig bedingen. So wurde der Roman dominierende Literaturform des 19. und 20. Jahrhunderts, literarische Form der bürgerlichen Gesellschaft.
Das Drama lag im 19. Jahrhundert regelrecht auf dem Totenbett: Es wurde kein bedeutendes Drama geschaffen. Der Grund dafür lag darin, dass sich die Literatur mit dem Roman zunehmend auf die Betrachtung der Innenwelt spezialisiert hatte. Außerdem gab es nach dem Licensing Act von 1737 nur noch zwei Theater in London (Drury Lane und Covent Garden), sodass eine Musealisierung stattfand und vor allem Shakespeare gespielt wurde. Erst mit dem Theater Regulation Act von 1843 wurde das Monopol der beiden Patent-Theatres aufgehoben und ein Modernisierungsschub (und Dramenproduktionsschub) setzte ein.

## Viktorianische Epoche (Victorian Era) (1837–1901)

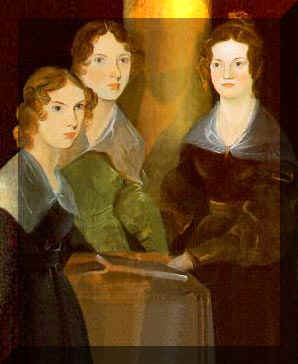
Die Brontë-Schwestern

- Lyrik: Elizabeth Barrett Browning, Robert Browning, Gerard M. Hopkins, Christina Rossetti, Dante Gabriel Rossetti, Algernon Charles Swinburne, Alfred Tennyson
- Dramatik: Henry Arthur Jones, Arthur Wing Pinero, Oscar Wilde
- Epik: Thomas Hardy, Brontë-Schwestern, Charles Dickens, George Eliot, Elizabeth Gaskell, Robert L. Stevenson, William M. Thackeray, Anthony Trollope, H. G. Wells, Sir Arthur Conan Doyle, Edward Bulwer-Lytton, 1. Baron Lytton.

Die lange Regierungszeit der britischen Königin Viktoria (1837–1901) war eine Zeit großer Fortschritte auf technologischem und industriellem Gebiet. Großbritannien errichtete in der ganzen Welt ein umfangreiches Imperium, in dem aber viele Menschen arm blieben. Die Autoren dieser Epoche reflektierten ihre Bedenken, dass der Geist des Menschen durch das Maschinenzeitalter zerstört werden könnte.
Ende des 19. Jahrhunderts kam es dann in den großen Industriestaaten endgültig zu einem tiefgreifenden Wandel des kollektiven Lebensgefühls. Er ließ Fortschrittsglauben in Kriegserwartung und Schreckensvisionen umschlagen.
Prägendster Autor der viktorianischen Phase war Charles Dickens; einer seiner populärsten Romane war Oliver Twist (1837–1839). Selbst Historiker haben Dickens’ Romane als dokumentarische Quelle herangezogen.
Die Brontë-Schwestern nahmen das früher zur Zeit der Aufklärung von Richardson (s. o.) eingeführte Motiv der weiblichen Tugendhaftigkeit auf (Jane Eyre, Sturmhöhe, Die Herrin von Wildfell Hall) und thematisierten ebenfalls Verarmung und soziale Abhängigkeit.
Am deutlichsten, aber dennoch in das Gewand einer Dystopie gekleidet, übte H. G. Wells Kritik an den gegenwärtigen sozialen Verhältnissen: Der überzeugte Sozialist beschrieb in seinem Buch The Time Machine (1895) ein Land, das in dekadent-müßige Eloi (Eliten) und finster-irdische Morlocks (Proletarier) gespalten ist, die nachts aus den Löchern kommen und die Eloi auffressen. Zu beachten ist, dass Wells seinen ersten Roman im Jahre 1894 veröffentlichte und seinen letzten im Jahre 1941; sein Schaffen deckt also gleich drei Phasen der englischen Literatur ab: die Viktorianische Phase, die Edwardianische Phase und die Moderne.
Ein anderer prägender Autor der Viktorianischen Phase war William Makepeace Thackeray, dessen Buch Vanity Fair (1847–48) die Umgangsformen und Moral seiner Tage genauestens beschrieb.
Andere Romanautoren wandten sich dem Abenteuer und der Romanze zu: Robert Louis Stevenson schrieb die Piratengeschichte Treasure Island (1881) sowie den mythenschaffenden Roman Dr. Jekyll und Mr. Hyde, in dem ein Arzt durch einen Selbstversuch in eine gute und eine böse Person gespalten wird.
Zugleich entdeckt die Literatur ihr Interesse an der Geschichte. So beschäftigt sich Thackerays Roman Henry Esmond mit dem Schicksal der letzten Stuarts. Auch Walter Scott und Robert Louis Stevenson verfassten historische Romane.
In diese Zeit fallen auch zwei Kinderbuchklassiker: Rudyard Kipling schrieb die Kindergeschichten des Dschungelbuchs (1894/95), und der Oxforder Professor Lewis Carroll verfasste den Nonsensklassiker Alice’s Adventures in Wonderland (1865) und dessen Nachfolger Through the Looking-Glass (1872).
In der Dichtung war Alfred Tennyson führend. In einigen seiner Gedichte geht es um widerstreitende wissenschaftliche und soziale Ideen. Andere beschäftigen sich mit Fragen des Patriotismus.
Robert Browning schrieb dramatische Monolog-Gedichte in Form von Reden imaginärer Charaktere, wie z. B. My Last Duchess (1842).
Ab den 1880er Jahren wurde das schon totgeglaubte Drama wiederbelebt: Die Autoren machten seine Krise zum Thema. Die Schwierigkeit, Gefühle aus der Außenperspektive zu zeigen, wurde nun dargestellt. Die Unmöglichkeit, Gesellschaft mit den Formen der privaten Kommunikation zu beschreiben, wurde über die Zerrüttung intimer Milieus demonstriert.

## Edwardianische Zeit (engl.Edwardian Era) (1901–1914)
- Lyrik: Thomas Hardy
- Dramatik: John Galsworthy, G. B. Shaw, John Millington Synge, William Butler Yeats
- Epik: Arnold Bennett, Joseph Conrad, E. M. Forster, H. G. Wells

In der Edwardianischen Zeit regierte in England und Irland der als hedonistisch geltende „Lustige König“ Edward VII. (1901–1910).
Wichtigster „Edwardianer“ in der Literatur war E. M. Forster (1879–1970). Im ersten Jahrzehnt des 20. Jahrhunderts produzierte der in Cambridge ausgebildete Forster in schneller Folge mehrere Romane: Where Angels Fear to Tread (1905), The Longest Journey (1907), A Room With a View (1908). Eine Sonderstellung nimmt Howards End ein: Hier kontrastiert Forster die Welt von Kultur und Kommerzialismus. Es zeigt, dass die harmonische Verbindung dichotomischer Positionen (prose – passion, culture – materialism, city – country) scheitert.
Weitestgehend wirkt in der Edwardianischen Phase die viktorianische Erzähltradition fort. Dies gilt insbesondere für das Werk von Arnold Bennett, H.G. Wells und John Galsworthy. Die Werke aller drei Autoren ragen über die Edwardianische Phase hinaus bis in die Moderne hinein.
Arnold Bennett veröffentlichte fast fünfzig Romane; mit dokumentarischer Präzision beschrieb er die Welt der potteries in Staffordshire. Im Zentrum seines Hauptwerks, der Clayhanger-Trilogie (1910, 1911, 1916), steht mit Edwin Clayhanger eine Figur, die durch massive soziale Konditionierung an ihrer Entfaltung gehindert wird.
Der spätere Literaturnobelpreisträger (1932) John Galsworthy schildert in seinem Romanzyklus The Forsyte Saga Aufstieg und Zusammenbruch der Forsytes, einer Familie aus der upper middle class. Galsworthys konventionelle Erzählweise übernimmt dabei fast alle stilistischen Mittel der Viktorianer.

## Moderne (Modernism, 1914–1945)

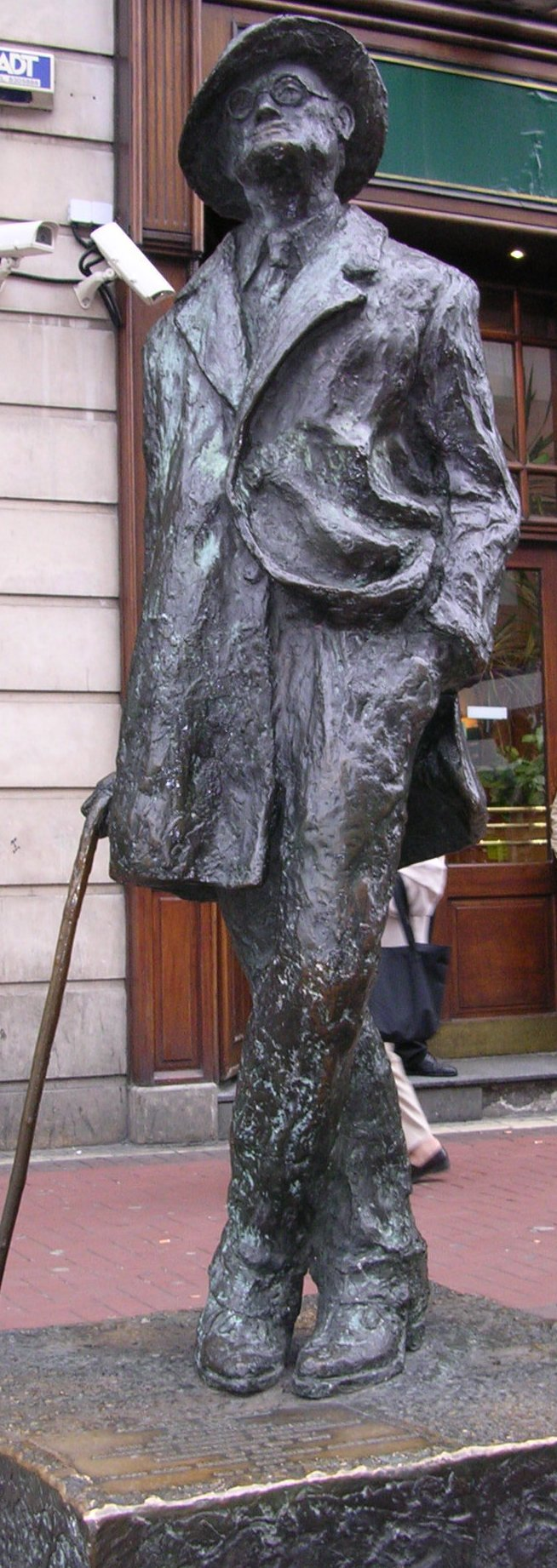
James-Joyce-Statue in Dublin

- Lyrik: W. H. Auden, T. S. Eliot, Wilfred Owen, Siegfried Sassoon, Stevie Smith, Dylan Thomas
- Dramatik: Noël Coward, William Somerset Maugham, J. B. Priestley
- Erzählliteratur: Elizabeth Bowen, Ivy Compton-Burnett, James Joyce, D. H. Lawrence, Dorothy Richardson, May Sinclair, Virginia Woolf.

Die Moderne beginnt in England mit dem Ersten Weltkrieg, in dem sich das seit Beginn des 18. Jahrhunderts regierende Haus Sachsen-Coburg und Gotha zur Distanzierung von seiner deutschen Herkunft in Haus Windsor umbenannte.
Auch ein anderer wichtiger Einschnitt fand in dieser Zeit im Roman statt: der Wechsel zum experimentellen Roman. Seine Merkmale waren unter anderem Multiperspektivität, Fragmentarisierung, Hybridität und die Preisgabe von Linearität und Kausalität sowie die Nutzung des Stream of consciousness.
Ein epochales Werk der Modernen war der experimentelle Roman Ulysses des irischen Schriftstellers James Joyce. Joyce gilt als radikalster Erneuerer: Nie zuvor hatte ein Autor den Leser so restlos in ein anderes Bewusstsein entführt, wo er halbbewusste Erinnerungen, abgeschattete Gedanken und unklare Empfindungen vermengt mit Bildern, Gerüchen und Geräuschen wahrnimmt.
Eine weitere Vertreterin des experimentellen Romans war Virginia Woolf, die den Wandel vom traditionellen zum experimentellen Erzählen in mehreren hellsichtigen Essays kommentierte. So bezeichnete sie H. G. Wells als einen „Materialisten“ und demonstrierte die Unzulänglichkeit einer Prosa, die nur noch akribisch registriert, die Darstellung seelischer Innenräume jedoch ausblendet. Es gelte, eine symmetrisch-lineare Erzählweise durch eine solche zu ersetzen, die der neuen Lebenssicht („luminous“, „semi-transparent“) gerecht wird. In Abgrenzung von den materialists bezeichnete Woolf Joyce als spiritualist.
Ebenfalls dem experimentellen Roman zugeordnet wird May Sinclair, die wiederum den Terminus „Stream of consciousness“ erstmals 1915 in einer Rezension von Dorothy Richardsons Erstlingswerk Pointed Roofs (aus ihrem späteren Romanzyklus Pilgrimage) einführte. Richardson veröffentlichte noch vor Joyce und Woolf in dieser Erzähltechnik.
Der traditionelle Roman lebte daneben fort. Er erneuerte sich thematisch und wurde repräsentiert durch Aldous Huxley (Schöne neue Welt), Ivy Compton-Burnett und den frühen Graham Greene.
D. H. Lawrence’ – formal ebenfalls traditionelles – Romanwerk entstand in einer Zeit sich wandelnder gesellschaftlicher Einstellungen gegenüber Frauen und gegenüber der Sexualität. Lawrence ist auch als präziser Portraitist der britischen Arbeiterklasse bekannt geworden. Sein großes literarisches Thema aber war die Leibfeindlichkeit der industrialisierten Gesellschaft und die Frage, wie zwischenmenschliche Beziehungen – besonders Beziehungen zwischen Frauen und Männern – in einer industrialisierten Gesellschaft überhaupt gelebt werden können (Söhne und Liebhaber, 1913; Der Regenbogen, 1915; Liebende Frauen, 1920; Lady Chatterley, 1928).
Ebenfalls in dieser Zeit wurde das Genre der modernen Kurzgeschichte (engl. short story) erfunden. Ihre Autoren waren zumeist Romanciers. In diesem Genre wurde mit traditionellen Formen der Kurzprosa experimentiert, um eine Ästhetik zu entwerfen, die der Lebenswelt der Modernen gerecht wird. Wichtige Autoren auf diesem Gebiet sind Katherine Mansfield, D. H. Lawrence, Virginia Woolf und W. Somerset Maugham, dessen Kurzgeschichten heute mehr Ansehen als seine Romane genießen.
Obgleich sein bedeutendster Roman erst 1949 entstand, ist George Orwell ebenfalls in die Moderne einzuordnen. Mit 1984 schuf er einen dystopischen Roman der Weltliteratur.

## Nachkriegszeit (Post-War Era) nach 1945
- Lyrik: Eavan Boland, Wendy Cope, D.J. Enright, Seamus Heaney, Ted Hughes, Philip Larkin, Paul Muldoon, R. S. Thomas
- Drama: John Arden, Samuel Beckett, Edward Bond, Caryl Churchill, Sarah Daniels, Pam Gems, Sarah Kane, Joe Orton, John Osborne, Louise Page, Harold Pinter, Mark Ravenhill, Peter Shaffer, Tom Stoppard, Timberlake Wertenbaker, Patrick Marber
- Erzählliteratur: Peter Ackroyd, John Banville, Pat Barker, A. S. Byatt, Angela Carter, Penelope Fitzgerald, Jane Gardam, Kazuo Ishiguro, Penelope Lively, David Lodge, Graham Swift, Jeanette Winterson, Margaret Yorke, Irvine Welsh.

Zumindest die Prosa der letzten fünfzig Jahre ist nach Meinung von Experten kaum sinnvoll zu strukturieren: Zu vielfältig sind Themen und Gestaltungsformen. Es lassen sich jedoch einige zeitgebundene Trends ausmachen.
In den 1950er Jahren setzten sich zahlreiche Romane kritisch mit der neokonservativen englischen Klassengesellschaft auseinander. Die jungen, meist männlichen Protagonisten dieser Romane wurden als angry young men bezeichnet, in Rückgriff auf John Osbornes Bühnenstück Look Back in Anger (1956). Vertreter dieser Richtung waren u. a. Alan Sillitoe und Iris Murdoch sowie John Braine, dessen Roman Room at the Top ein realistisches Porträt des provinziellen Nachkriegsenglands entwirft.
Ebenfalls in den 1950er wie auch in den 1960er Jahren wurde die experimentelle Form der modernist novel renoviert. Z. B. entwickelte der spätere Literaturnobelpreisträger William Golding in seinen Romanen ein Menschenbild, das die schuldhafte Verstrickung des Individuums in einer fortschrittsgläubigen Welt zum Thema hat, und verwendete dabei eine allegorische Erzähltechnik.
Ab den 1970er Jahren feierte der feministische Roman, auch Frauenroman genannt, seinen Siegeszug. Themen waren Feminismus, weibliche Sexualität, Eheprobleme und Mütter-Töchter-Beziehungen. Ebenfalls zu dieser Zeit begann das Genre des postkolonialen Nachkriegsromans, der postcolonial novel, zu boomen. Hier setzten sich Autoren mit dem Niedergang des Empire auseinander und reflektierten über die Zeit der Kolonialherrschaft.

## Postmoderne seit 1980
Seitdem produzieren Romanautoren immer neue Subgattungen. Inhaltlich reagieren sie auf immer neue Zeitströmungen und untergraben etablierte Erzählkonventionen. Als früher Vertreter der Postmoderne trat John Fowles schon 1969 mit seinem Roman The French Lieutenant's Woman (dt. Die Geliebte des französischen Leutnants) hervor.
Ab den 1980er Jahren kam es mit Howard Jacobsons Coming From Behind (1983) zu einem Comeback des Universitätsromans (der campus novel). In der Folge verfasste Jacobson auch gesellschaftskritische bis dystopische Romane. The Finkler Question (2010) ist ein Post-Holocaust-Roman voller Komik, für die Jacobson 2010 den Booker Prize erhielt.
Bemerkenswert ist die nunmehr ungehemmte Fiktionalisierung von Geschichte, wie sie auch im Spielfilm stattfindet. Ein großer Erfolg wurde Julian Barnes’ erzähltechnisch innovativer Roman A History of the World in 10 ½ Chapters (dt. Eine Geschichte der Welt in 10 ½ Kapiteln, 1990).
Häufig ist die Kombination neuer Erzählformen wie z. B. das metafiktionale Erzählen, die meist mit realistischen Erzählformen zusammengebracht werden. Ein Beispiel hierfür ist Ian McEwans Roman Atonement (2001).